# Gare de Sauveterre-la-Lémance
La gare de Sauveterre-la-Lémance est une gare ferroviaire française de la ligne de Niversac à Agen, située au lieu-dit Ladignac sur le territoire de la commune de Sauveterre-la-Lémance, dans le département de Lot-et-Garonne en région Nouvelle-Aquitaine.
Elle est mise en service en 1863 par la Compagnie du chemin de fer de Paris à Orléans (PO). 
C'est une halte voyageurs de la Société nationale des chemins de fer français (SNCF) du réseau TER Nouvelle-Aquitaine, desservie par des trains express régionaux.

## Situation ferroviaire
Établie à 121 mètres d'altitude, la gare de Sauveterre-la-Lémance est située au point kilométrique (PK) 593,993 de la ligne de Niversac à Agen, entre les gares ouvertes de Villefranche-du-Périgord et de Monsempron-Libos, s'intercale la halte fermée de Saint-Front-sur-Lémance et la gare fermée de Cuzorn.

## Histoire
La « station de Sauveterre » est mise en service le 3 août 1863 par la Compagnie du chemin de fer de Paris à Orléans (PO), lorsqu'elle ouvre à l'exploitation la ligne à voie unique de Niversac à Agen.
En 1871 la recette annuelle de la station de « Sauveterre », du réseau d'Orléans, est de 80 593 francs et pour l'année 1882 elle est de 136 422 francs.
En 2014, c'est une gare voyageurs d'intérêt local (catégorie C : moins de 100 000 voyageurs par an de 2010 à 2011), qui dispose d'un quai (voie unique), d'une longueur utile de 102 m, et un abri.
En 2022, selon les estimations de la SNCF, la fréquentation annuelle de la gare était de 1 446 voyageurs.

## Service des voyageurs

### Accueil
Halte SNCF c'est un point d'arrêt non géré (PANG) à entrée libre.

### Desserte
Sauveterre-la-Lémance est une halte voyageurs du réseau TER Nouvelle-Aquitaine, desservie par des trains express régionaux de la relation Périgueux - Agen (ligne 48).

### Intermodalité
Le stationnement des véhicules est possible à proximité.

## Patrimoine ferroviaire
L'ancien bâtiment voyageurs d'origine est un bâtiment type à deux ouvertures de la compagnie du PO. Sur une base rectangulaire, il dispose d'un étage sous une toiture à deux pans, et une ancienne halle à marchandises située de l'autre côté de la voie.